# Самсон и Далила (фильм, 2009)
«Самсон и Далила» (англ. Samson and Delilah) — художественный фильм австралийского режиссёра Уорика Торнтона, снятый по собственному сценарию в 2009 году.

## Сюжет
Самсон и Далила — два подростка, которые живут по соседству в общине аборигенов на окраине города Алис-Спрингс на юге Северной территории Австралии. В быту общины преобладает крайняя скудность, где каждый новый день в точности повторяет прошедший. Для Самсона это праздное безделье под нехитрый аккомпанемент музыки регги и очередная понюшка бензина. Для Далилы — однообразный уход за своей больной бабушкой, приносящей небольшой, но регулярный доход продажей своих примитивных картин.
Самсон оказывает недвусмысленные знаки внимания своей подруге, но не находит взаимности. После смерти бабушки, односельчане винят Далилу в недостаточном внимании и избивают палками. Самсон угоняет небольшой грузовик и вместе с Далилой уезжает в город. Там они сталкиваются с полнейшим равнодушием к своей судьбе и вынуждены жить под мостом в компании с безумным бродягой, единственным человеком принявшим какое-либо участие в нуждах беглецов.
Не в силах заработать себе на пропитание молодые люди проводят целые дни в поисках случайной добычи. Во время одной из таких вылазок Далилу похищает и насилует группа хулиганов, а некоторое время спустя её сбивает проезжавшая машина. Самсон, уверенный в гибели Далилы, срезает в знак траура свои густые волосы и впадает в наркотический транс. Далила, отпущенная из клиники, находит возможность связаться с братом Самсона и тот помогает им вернуться домой.

## В ролях
- Роуэн Макнамара — Самсон
- Марисса Гибсон — Далила
- Митджили Напананка Гибсон — Нана
- Скотт Торнтон — Гонзо
- Мэтью Гибсон — брат Самсона
- Питер Бартлетт — хозяин художественного салона

## Призы и награды
Фильм получил большое количество национальных и международных наград и номинаций на различных кинофестивалях, включая «Золотую камеру» Каннского кинофестиваля 2009 года за лучший дебютный полнометражный фильм.